# 黄沙镇 (宜章县)
黄沙镇，是中华人民共和国湖南省郴州市宜章县下辖的一个乡镇级行政单位。

## 行政区划
黄沙镇下辖以下地区：
大元村、岭背村、畔田村、新桥村、石头寨村、大黄家村、黄沙溪村、新坌村、水源山村、沙坪村、堡城村、蔡家村、较场坪村、晓夏街村、上章銮村、下章銮村、蓝钟村、麻湖村、大凤村、曹家坌村和五甲村。